# 馬蘭妮
馬蘭妮（尼斯迦語：Hli Haykwhl Ẃii Xsgaak，1975年10月17日—），加拿大政治人物，2016年-23年間以卑詩新民主黨黨員身份擔任卑詩省議會溫哥華快樂山選區議員，並從2017年-22年間先後出任該省的專上教育、技術及培訓廳長，和旅遊、藝術、文化及體育廳長，為該省首位女性第一民族省議員和內閣廳長。

## 背景
馬蘭妮擁有尼斯迦族、吉特克桑族、克里族和歐及布威族血統。她於卑詩省溫哥華市東區的社區房屋長大，成長期間曾寄居於兩個寄養家庭，曾於六間不同中學就讀。她母親曾染有毒癮但後來成功戒毒，父親則於她23歲時因服藥過量去世。
她曾有意成為體育教師，因此一度在溫哥華島的馬拉斯皮納學院（其後升格為溫哥華島大學）修讀。她後來則決定成為警官並完成由原住民教育學院（Native Education College）和道格拉斯學院合辦的犯罪學課程，期間曾到卑詩省內陸希素頓（Hazelton）的加拿大皇家騎警分局任職暑期實習生。
受到她遊歷過程中遇到的弱勢社群青年所啟發，她改往社會公義推廣工作發展。她曾參與加拿大拯救兒童基金會，並任職該會「神聖生命」研究項目的全國原住民項目統籌員。她於2002年到西門菲沙大學主修政治學和副修社會學，2005年從該校獲取文學士學位；她亦從女王大學商學院獲取綜合管理進階行政證書。她大學畢業後加入卑詩省兒童及青少年專員公署，2013年晉升至專員杜佩拉芳（Mary Ellen Turpel-Lafond）的副代表。
馬蘭妮育有兩名女兒，2018年1月與坎邁爾（Cassidy Kannemeyer）結婚。

## 從政
溫哥華快樂山選區省議員關慧貞因競逐2015年聯邦大選而辭去該省議員席位，觸發議席補選。在2016年2月2日舉行的補選中，代表卑詩新民主黨的馬蘭妮以60%得票率擊敗卑詩自由黨候選人杜加文和卑詩綠黨候選人費必得贏取該議席，首度晉身省議會並成為該省首位女性第一民族省議員。
她於2017年省選連任省議員，而新民主黨則在卑詩綠黨支持下籌組少數政府。馬蘭妮獲新任省長賀謹委任入閣為專上教育、技術及培訓廳長，同年7月18日宣誓就任，為該省首位女性第一民族內閣廳長。她任內推行的政策包括成立省政府學費寬免項目，向來自寄養家庭的青年免費提供專上教育；以及設立卑詩通行助學金（B.C. Access Grant），資助來自低收入和中收入家庭的卑詩省專上院校全讀生。她任職廳長期間省政府亦取消成人基本教育和英語課程收費，以及取消對助學貸款收取利息。
她於2020年省選連任後，在新民主黨多數政府中改任旅遊、藝術、文化及體育廳長。2022年9月28日，她突然辭去內閣職務並即時休病假；省長辦公室聲明指她需專注於逼切個人事務。她被任為不管廳長，而其原有內閣職位則由公民服務廳長畢麗莎兼任。她再於2023年2月22日宣布辭任省議員，同年4月14日正式卸任議員和不管廳長。她在省議會發表離職致辭時謂該處猶如「酷刑室」，又稱不會懷念自己的人格遭受詆毀。

## 外部連結
- 官方网站
- 馬蘭妮的X（前Twitter）